# Bajba Tsaune
Bajba Evīna Tsaune-Morzika, née le 12 août 1945 à Stameriena en Lettonie et décédée le 7 février 2014 est une ancienne coureuse cycliste soviétique.

## Palmarès
- 1968
  - 2e du championnat du monde de cyclisme sur route
- 1969
  - 6e du championnat du monde de cyclisme sur route
- 1974
  - 2e du championnat du monde de cyclisme sur route